# Wasan Homsan
Wasan Homsan (thailändisch วสันต์ ฮมแสน, * 2. August 1991 in Sakon Nakhon), auch als Ping (thailändisch ปิง) bekannt, ist ein thailändischer Fußballspieler.

## Karriere

### Verein
Wasan Homsan erlernte das Fußballspielen in der Schulmannschaft der Assumption Sriracha School in Si Racha sowie in der Jugendmannschaft des Thawiwatthana FC. Seinen ersten Vertrag unterschrieb er 2009 beim Erstligisten Bangkok Glass. Der Verein spielte in der ersten Liga, der Thai Premier League. Bis 2015 stand er für BG 98-mal auf dem Platz und schoss dabei zwei Tore. 2016 wechselte er nach Suphanburi zum Ligakonkurrenten Suphanburi FC. Für Suphanburi absolvierte er 127 Erstligaspiele. Ende Dezember 2020 unterschrieb er einen Vertrag beim Ligakonkurrenten Chiangrai United in Chiangrai. Seinen ersten Titel mit Chiangrai gewann er im April 2021. Hier stand er im Endspiel des FA Cup, dass man im Elfmeterschießen gegen den Chonburi FC gewann. Am 1. September 2021 spielte er mit Chiangrai um den Thailand Champions Cup. Das Spiel gegen den thailändischen Meister BG Pathum United FC im 700th Anniversary Stadium in Chiangmai verlor man mit 0:1. Nach insgesamt 41 Ligaspielen wechselte er im Juli 2022 ablösefrei zum Ligakonkurrenten Nakhon Ratchasima FC. Am Ende der Saison 2022/23 musste er mit dem Verein aus Nakhon Ratchasima in die zweite Liga absteigen. Nach dem Abstieg und 26 Erstligaspielen für Korat wechselte er im Juni 2023 zum Zweitligisten Suphanburi FC. Nach 16 Zweitligaspielen wechselte er im Januar 2024 wieder in die erste Liga. Hier nahm ihn der Khon Kaen United FC unter Vertrag. Am Ende der Saison 2024/25 wurde er mit Khon Kaen Tabellenletzter und musste somit in die zweite Liga absteigen.

### Nationalmannschaft
2013 spielte Wasan Homsan zweimal in der thailändischen U-23-Nationalmannschaft. Seit 2013 spielt er für die thailändische Nationalmannschaft. Sein Länderspieldebüt gab er am 15. Oktober 2013 in einem Spiel der Asian Cup Qualifikation gegen den Iran im Azadi-Stadion in Teheran, dass der Iran mit 2:1 gewann.

## Erfolge
Bangkok Glass
- Thailändischer Pokalsieger: 2014
- Queen’s Cup: 2010
- Singapore Cup: 2010

Chiangrai United
- Thailändischer Pokalsieger: 2020/21